# Carphophis
Carphophis – rodzaj węży z podrodziny ślimaczarzy (Dipsadinae) w rodzinie połozowatych (Colubridae).

## Zasięg występowania
Rodzaj obejmuje gatunki występujące endemicznie w Stanach Zjednoczonych.

## Systematyka

### Etymologia
- Carphophis: gr. καρφη karphē „siano, źdźbło słomy”, od καρφω karphō „wysuszyć”; οφις ophis, οφεως opheōs „wąż”[2].
- Celuta: być może od łac. celatus „ukryty”, od celare „ukryć się”[5]. Gatunek typowy: Coluber amoenus Say, 1825.

### Podział systematyczny
Do rodzaju należą następujące gatunki:
- Carphophis amoenus (Say, 1825)
- Carphophis vermis (Kennicott, 1859)